# Bresse-sur-Grosne
Bresse-sur-Grosne è un comune francese di 213 abitanti situato nel dipartimento della Saona e Loira nella regione della Borgogna-Franca Contea.

## Società

### Evoluzione demografica
Abitanti censiti